# Tiatyra

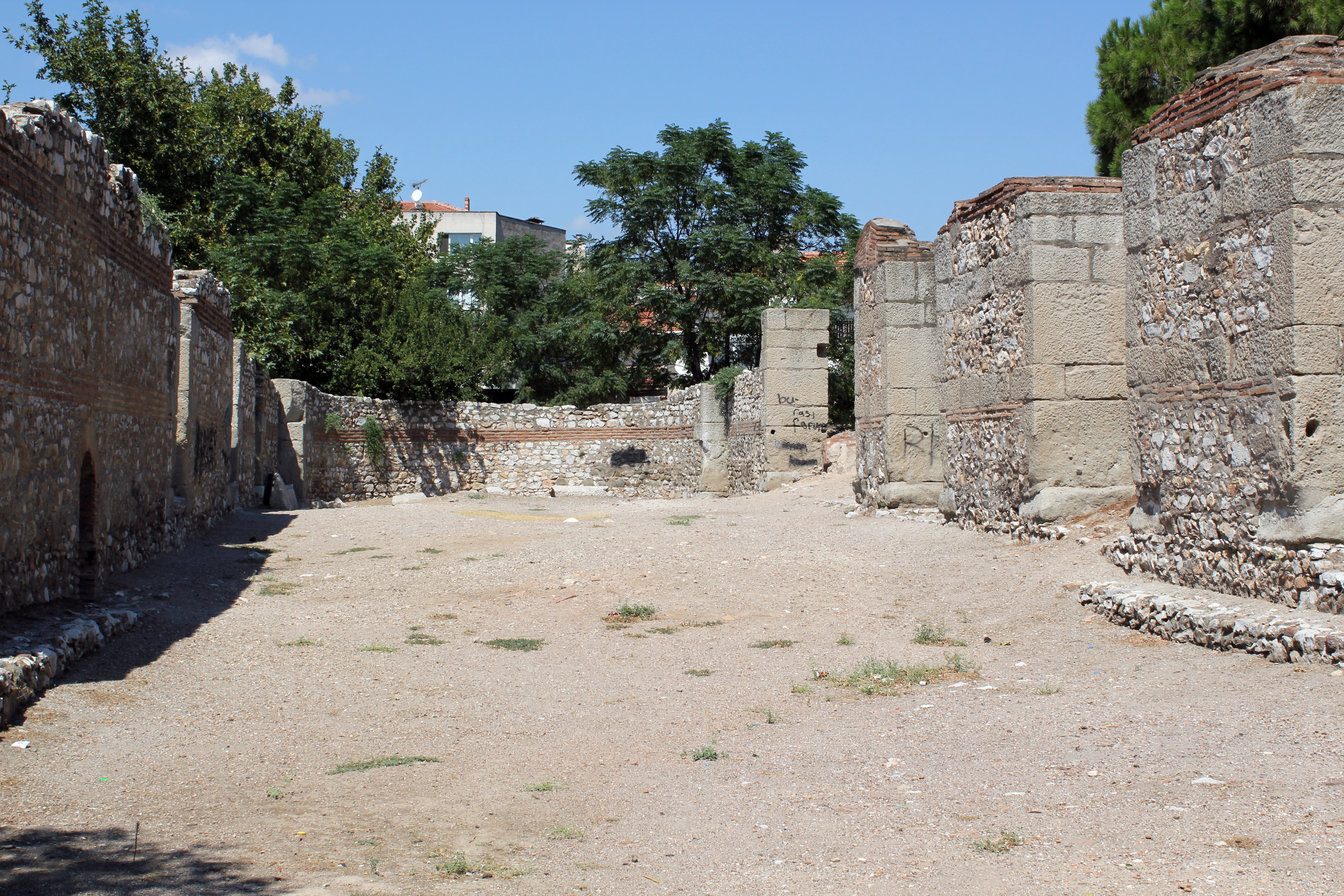
Ruiny bazyliki w Tiatyrze

Tiatyra, Thyatejra (koine Θυάτειρα) – starożytne miasto w Lidii w Azji Mniejszej w pobliżu rzeki Lykos. Współcześnie na jej terenie znajduje się tureckie miasto Akhisar.
Tiatyra została założona przez Aleksandra Wielkiego jako kolonia wojskowa, pierwotnie nosiła nazwę Pelopia (Πελοπία). Rozbudowana i przemianowana na Tiatyrę przez Seleukosa I w 290 p.n.e., stanowiła ważną warownię na granicy seleukidzko-pergamońskiej. W 190 p.n.e. przeszła pod panowanie Pergamonu, a po śmierci jego ostatniego władcy w 133 p.n.e. stała się częścią państwa rzymskiego. W 131/130 p.n.e. Tiatyrę zajął na krótko Aristonikos, który zorganizował w Azji antyrzymską rebelię. Na początku naszej ery miasto ucierpiało w wyniku trzęsienia ziemi i zostało odbudowane dzięki pomocy Tyberiusza (Swetoniusz, Tyberiusz, 8).
Położona na skrzyżowaniu szlaków łączących Pergamon, Sardes, Magnezję i Smyrnę, pełniła rolę centrum handlowego regionu. Odnalezione inskrypcje potwierdzają rolę Tiatyry jako ważnego ośrodka ceramiki, garncarstwa, kowalstwa, garbarstwa, tkactwa i farbiarstwa.
Miasto wspomniane jest w Nowym Testamencie. Z Tiatyry pochodziła Lidia, uczennica św. Pawła (Dz 16,14). Do tutejszego kościoła został skierowany także jeden z siedmiu listów, otwierających Apokalipsę św. Jana (Ap 2,18-29). 
W II wieku Tiatyra stała się jednym z centrów montanizmu. 
Obecnie miasto jest  tytularną siedzibą katolickiego biskupa Thyatira oraz greckoprawosławnego arcybiskupstwa Tiatyry i Wielkiej Brytanii.